# 島根県道180号広瀬荒島線
島根県道180号広瀬荒島線（しまねけんどう180ごう ひろせあらしません）は、広島県安来市を通る一般県道である。

## 概要
安来市広瀬町広瀬から安来市荒島町に至る。本路線に並行してかつて一畑電気鉄道広瀬線（電化）が通っていたが、本路線の整備を条件に1960年（昭和35年）に廃止された。本路線の一部はこの廃線跡を利用して整備されている。

### 路線データ
- 起点：安来市広瀬町広瀬（国道432号、島根県道45号安来木次線上、鳥取県道・島根県道102号米子広瀬線終点）
- 終点：安来市荒島町（荒島交差点、国道9号交点）
- 総延長：9.7 km

## 路線状況

### 重複区間
- 島根県道45号安来木次線・鳥取県道・島根県道102号米子広瀬線（安来市広瀬町広瀬（起点） - 安来市植田町）

### 道路施設

#### 橋梁
- 祖父谷橋（祖父谷川、安来市、島根県道45号安来木次線重複区間内）
- 半場橋（洞貫川、安来市、島根県道45号安来木次線重複区間内）
- 金井谷橋（金井谷川、安来市、島根県道45号安来木次線重複区間内）
- 田中前橋（田頼川、安来市）
- 客橋（津田平川、安来市）

#### 道の駅
- 広瀬・富田城（安来市、島根県道45号安来木次線重複区間内）

## 地理

### 通過する自治体
- 安来市

### 交差する道路
| 交差する道路                                                                                 | 交差する場所 | 交差する場所      |
| -------------------------------------------------------------------------------------------- | ------------ | ----------------- |
| 国道432号 島根県道45号安来木次線 重複区間起点 鳥取県道・島根県道102号米子広瀬線 重複区間起点 | 広瀬町広瀬   | 起点              |
| 島根県道45号安来木次線 重複区間終点 鳥取県道・島根県道102号米子広瀬線 重複区間終点           | 植田町       |                   |
| 国道9号 国道180号 重複                                                                       | 荒島町       | 荒島交差点 / 終点 |

### 交差する鉄道
- 山陰本線

### 周辺
- 安来市立飯梨小学校
- 月山富田城跡
- 鷺ノ湯温泉
- 足立美術館
- 安来市立第三中学校
- JR西日本山陰本線 荒島駅